# Ножницехвостая африканская ласточка
Ножницехвостая африканская ласточка (лат. Psalidoprocne obscura) — вид птиц семейства ласточковых.
Вид распространён в Западной Африке от Сенегала до Камеруна. Обитает на открытых пространствах вблизи водоёмов.
Ножницехвостая африканская ласточка достигает длины 17 см и весит 9—10 г. Общая окраска оперения тела блестящего тёмно-зеленого цвета. Крылья и хвост чёрные с зеленоватым оттенком. Испод крыльев тускло-коричневый. Хвост глубоко рассечённый. Половой диморфизм слабо выражен — самки имеют немного короче хвост.
Питается летающими насекомыми. Охотится низко летая над водоёмами или пастбищами. Гнёзда строит на крутых склонах в норах длиной до 60 см. В кладке два яйца.